# برنیک جی (اسکیپ‌جک)
برنیک جیی (نوعی ماهی زیستگر در سطح اب) (به انگلیسی: Bernice J. (skipjack)) یک کشتی است که طول آن ۵۸ فوت (۱۸ متر) می‌باشد.